# Benvenuto Scotivoli
Benvenuto Scotivoli (Ancona, ... – Osimo, 22 marzo 1282) fu vescovo di Osimo.

## Biografia
Benvenuto nacque ad Ancona e studiò giurisprudenza nell'Università di Bologna insieme a Silvestro Guzzolini, anch'egli santo.
Dopo essere stato arcidiacono della diocesi di Ancona, nel 1264 fu eletto vescovo della vicina diocesi di Osimo. Si distinse alla guida della diocesi per lo spirito riformatore. Nel 1269 ordinò sacerdote Nicola da Tolentino.
Morì il 22 marzo 1282 e fu sepolto nella cattedrale di Osimo, in un magnifico sepolcro gotico voluto dal clero e dal popolo.

## Culto
Sul suo sepolcro avvennero miracoli che alimentarono la devozione tra i fedeli osimani, i quali già nel 1284 chiesero inutilmente a papa Martino IV di riconoscere il suo culto, senza però che fosse avviato un processo di canonizzazione.
Oltre al culto spontaneo (documentato negli statuti di Osimo del 1308), sorsero anche leggende e tradizioni come quella, priva di documentazione, che lo vuole appartenente all'ordine francescano.
Nel 1590 il suo sepolcro fu trasferito nella cripta della cattedrale. 
Nel 1755 fu effettuata la ricognizione delle sue reliquie e il vescovo di Osimo, Pompeo Compagnoni, lo dichiarava patrono della città di Osimo.
Ascritto al Martirologio Romano al 22 marzo: «A Osimo nelle Marche, san Benvenuto Scotivoli, vescovo, che, nominato in questa sede dal papa Urbano IV, promosse la pace tra i cittadini e, nello spirito dei Frati Minori, volle morire sulla nuda terra».

## Genealogia episcopale
La genealogia episcopale è:
- Papa Urbano IV
- Vescovo Benvenuto Scotivoli